# MUTE
Sieć nazwana MUTE Network (lub MUTE-net) jest to sieć wymiany plików typu peer-to-peer i friend-to-friend. Jej głównym zadaniem jest zmaksymalizowanie bezpieczeństwa wymiany plików. Klient MUTE jest oprogramowaniem typu open source wydanym na licencji Public domain. obsługuje systemy operacyjne takie jak Linux, OS X i Microsoft Windows.
Funkcje przeszukiwania w sieci MUTE są podobne do tych w stosowanych w klasycznych sieciach

## Historia MUTE
MUTE został stworzony przez Jasona Rohera używając algorytmu opartego na optymalizacji kolonii mrówek (ang. ant colony optimization – algorytm mrówkowy).